# 井州
井州，中国古代的州，于596年－606年、617年－634年存在，位于今河北省石家庄市西部。在部分文献中訛为幷州。
隋朝初期，隋文帝推行行政体制改革，将北朝以来的州、郡、县三级地方行政建置改为州、县两级行政建置，因此将一些辖区较大的州分置。开皇十六年（596年）析恒州置井州，治所在井陉县，下辖井陉、蒲吾与新设的鹿泉、苇泽四县，其中鹿泉县由石邑县析出，苇泽县由井陉县析出。
隋炀帝继位后再次进行行政区划调整，大业二年（606年）撤销井州，同时将苇泽县与蒲吾县并入井陉县，井陉县与鹿泉县划回恒州管辖。
隋末农民起义爆发后，为强化某些地区的军事防御，常常州、郡并设，均下辖县。大业十三年（617年），于鹿泉置井州，辖鹿泉一县；于井陉置井陉郡，辖井陉县与重新设立的苇泽县。唐武德元年（618年），井陉郡与井州合并为井州。武德四年（621年），废燕州、岳州，其下辖的灵寿县与蒲吾县、房山县并入井州。貞觀元年（627年），苇泽县并入井陉县，蒲吾县并入房山县。贞观十七年（634年），井州撤销，下辖井陉县、鹿泉县、房山县、灵寿县划归恒州。
| 596年之前                                                         | 石邑            | 石邑   | 井陉            | 井陉            | 蒲吾   | 蒲吾   | 灵寿   |
| 596年－606年                                                      | 石邑            | 鹿泉   | 苇泽            | 井陉            | 蒲吾   | 房山   | 灵寿   |
| 606年－617年                                                      | 石邑            | 鹿泉   | 井陉            | 井陉            | 井陉   | 房山   | 灵寿   |
| 617年－618年                                                      | 石邑            | 鹿泉   | 苇泽            | 井陉            | 蒲吾   | 房山   | 灵寿   |
| 618年－621年                                                      | 石邑            | 鹿泉   | 苇泽            | 井陉            | 蒲吾   | 房山   | 灵寿   |
| 621年－627年                                                      | 石邑            | 鹿泉   | 苇泽            | 井陉            | 蒲吾   | 房山   | 灵寿   |
| 627年－643年                                                      | 石邑            | 鹿泉   | 井陉            | 井陉            | 房山   | 房山   | 灵寿   |
| 643年之后                                                         | 石邑            | 鹿泉   | 井陉            | 井陉            | 房山   | 房山   | 灵寿   |
| 现在大致对应                                                      | 石家庄 市区西部 | 鹿泉区 | 井陉县 井陉矿区 | 井陉县 井陉矿区 | 平山县 | 平山县 | 灵寿县 |
| 图注： 井州 、 井陉郡 、 恒州（恒山郡） 、 岳州（房山郡） 、 燕州 |                 |        |                 |                 |        |        |        |

井州刺史
- 李崇嗣（634年）